# 美国第一球场
美国第一球场（英語：America First Field），前名力拓體育場（Rio Tinto Stadium），是一座位於猶他州桑迪的足球專用體育場，它是美國職業足球大聯盟球隊皇家鹽湖城和國家女子足球聯賽球隊猶他皇家的主場。體育場於2008年10月9日啟用，足球賽時可容納20,213人，演唱會可以擴展到容納超過25,000人。
力拓集團對體育場的贊助原定於2020年12月到期，但其品牌一直保留到2021年。2022年后由美国第一信用合作社冠名。

## 外部連結
- 體育場網站 （页面存档备份，存于）
- 力拓體育場 （页面存档备份，存于）在StadiumDB.com
- MLS article on groundbreaking （页面存档备份，存于）, August 12, 2006

| 前任： 瑞斯-埃克爾斯體育場 | 皇家鹽湖城主場 2008–          | 繼任： 現任 |
| 前任： 無                  | 猶他皇家主場 2018–2020、2024– | 繼任： 現任 |